# Rajella fyllae
Rajella fyllae е вид акула от семейство Морски лисици (Rajidae). Видът не е застрашен от изчезване.

## Разпространение
Разпространен е във Великобритания, Гренландия, Исландия, Испания, Канада (Лабрадор, Нова Скотия, Ню Брънзуик и Нюфаундленд), Норвегия, Русия (Западен Сибир) и Фарьорски острови.